# Pinksterbloem
De pinksterbloem (Cardamine pratensis) is een plant uit de kruisbloemenfamilie. De soort komt voor in koude en gematigde streken op het noordelijk halfrond. In Nederland en België is de soort inheems.

## Beschrijving
De soort is overblijvend; de planten kunnen tot 50 cm hoog worden. De plant heeft een bladrozet. De stengel is hol en rond. De bladeren zijn samengesteld. De deelblaadjes van de bladrozet zijn kort en breed en vaak bochtig getand. De stengelbladeren zijn smal en lang. De vrucht is een hauw. Deze zijn bij de pinksterbloem smal en maximaal 5,5 cm lang. Voorheen werd de moeraspinksterbloem als ondersoort palustris beschouwd. Deze heeft dikkere stengels en de stengelbladen hebben gesteelde blaadjes, die makkelijk afbreken en daarna wortels vormen. Tussen beide vormen bestaat echter een range van overgangsvormen, en vermoedelijk is de variatie niet genetisch bepaald maar door de standplaats.
De bloemen zijn tweeslachtig. Er zijn zes meeldraden en een stamper met een korte stijl. De meeldraden hebben gele helmknoppen en staan in drie paren, waarvan twee met lange meeldraden, van 5–10 mm, en een met korte van 3–6 mm. Het vruchtbeginsel bestaat uit twee gefuseerde vruchtbladen, is bovenstandig en bevat twintig tot dertig zaadknoppen. De bloemen groeien in een tros. De kelkbladen zijn onderaan met elkaar vergroeid, de kroonbladen niet. De kroonbladen zijn maximaal 1,8 cm lang en hebben een lila tot roze kleur met paarse aders, ze zijn zelden wit.

## Naam
Het hoogtepunt van de bloei valt meestal omstreeks eind april, dus anders dan de naam doet vermoeden ruim vóór Pinksteren. In oudere publicaties wordt echter van een overvloedige bloei in mei gerept, en de moerasvorm bloeit gemiddeld twee weken later, dus ook in mei. Een mogelijke alternatieve verklaring voor de naam is dat de plant bloeit als de pinken (jonge koeien) voor het eerst de weide in gaan.
In Friesland wordt het fluitenkruid, dat wel rond Pinksteren bloeit, ook weleens pinksterbloem of pinksterblom genoemd.

## Ecologie
De plant komt voor in graslanden, bossen en in moeras. In een omgeving die heel nat is, heeft ze zich op een bijzondere manier aan dit milieu aangepast. De deelblaadjes zijn dan kortgesteeld en beginnen al, terwijl ze nog aan de plant zitten, worteltjes te vormen. Wanneer ze van de plant afvallen, kunnen ze uitgroeien tot nieuwe planten. Het zaad komt in een dergelijk permanent nat milieu slecht tot ontkieming en op deze wijze kan de soort zich toch nog voortplanten.
In Nederland en België is de soort zeer algemeen, ze komt nog steeds overal voor. Toch is ze sterk achteruitgegaan. Vroeger kleurde ze vele weilanden paars op het hoogtepunt van haar bloei. Tegenwoordig is ze door de intensivering van de landbouw meestal beperkt tot de slootkanten. Ook komt de plant voor in gazons, waar ze door het intensieve maaibeheer niet tot bloei komt. Wanneer de eerste maaibeurten achterwege blijven, blijkt door de uitbundige bloei van pinksterbloemen hoeveel de soort erin voorkomt.
De pinksterbloem wordt ook wel "schuimkruid" genoemd (wat overeenkomt met de Duitse naam "Wiesen-Schaumkraut"), vanwege de voorkeur van het schuimbeestje voor deze plant. Het schuimbeestje is een cicade waarvan de nimf, de larve leeft in een schuimnest dat doet denken aan speeksel.

### Syntaxonomie
De pinksterbloem is een kensoort voor de klasse van matig voedselrijke graslanden (Molinio-Arrhenatheretea), een klasse van plantengemeenschappen van matig droge tot natte, matig voedselrijke tot voedselrijke graslanden.
Het is daarnaast een kensoort voor het onderverbond Circaeo-Alnenion van het verbond van els en gewone vogelkers.

## Folklore
In een vrijwel uitgestorven folkloristisch voorjaarsfeest werd rond Pinksteren uit de jonge meisjes van het dorp een "Pinksterblom", of Pinksterbruid gekozen, die daarna met bloemen en sieraden opgesmukt zingend en bedelend door het dorp trok.

## Vermeende geneeskrachtige werking
Pinksterbloem werd vroeger gebruikt tegen voorjaarsmoeheid vanwege het hoge gehalte aan vitamine C. Om dezelfde reden werd ze gegeten bij scheurbuik.